# HoaLibrary
Pour les articles homonymes, voir Hoa.
La bibliothèque Hoa (High Order Ambisonics) est un ensemble de classes C++ et FAUST et de mises en œuvre logicielles sous forme d'objets Max, PureData et VST destinés à l'ambisonie d'ordre supérieur. Cette bibliothèque gratuite a été réalisée par le CICM, le centre de recherche musique et informatique de l'Université Paris 8 dans le cadre de deux projets du Labex Arts H2H : « La spatialisation du son par les musiciens pour les musiciens » et  « Des Interfaces pour la mise en espace du son ».
La bibliothèque HOA permet aux musiciens et compositeurs de synthétiser, transformer et restituer des champs sonores de façon créative et artistique. Cette bibliothèque facilite la compréhension et l’appropriation de concepts clefs liés à l’ambisonie via des interfaces graphiques originales permettant de nombreux traitements musicaux tels que la synthèse de champs diffus, la distorsion de la perspective ou le filtrage spatial.

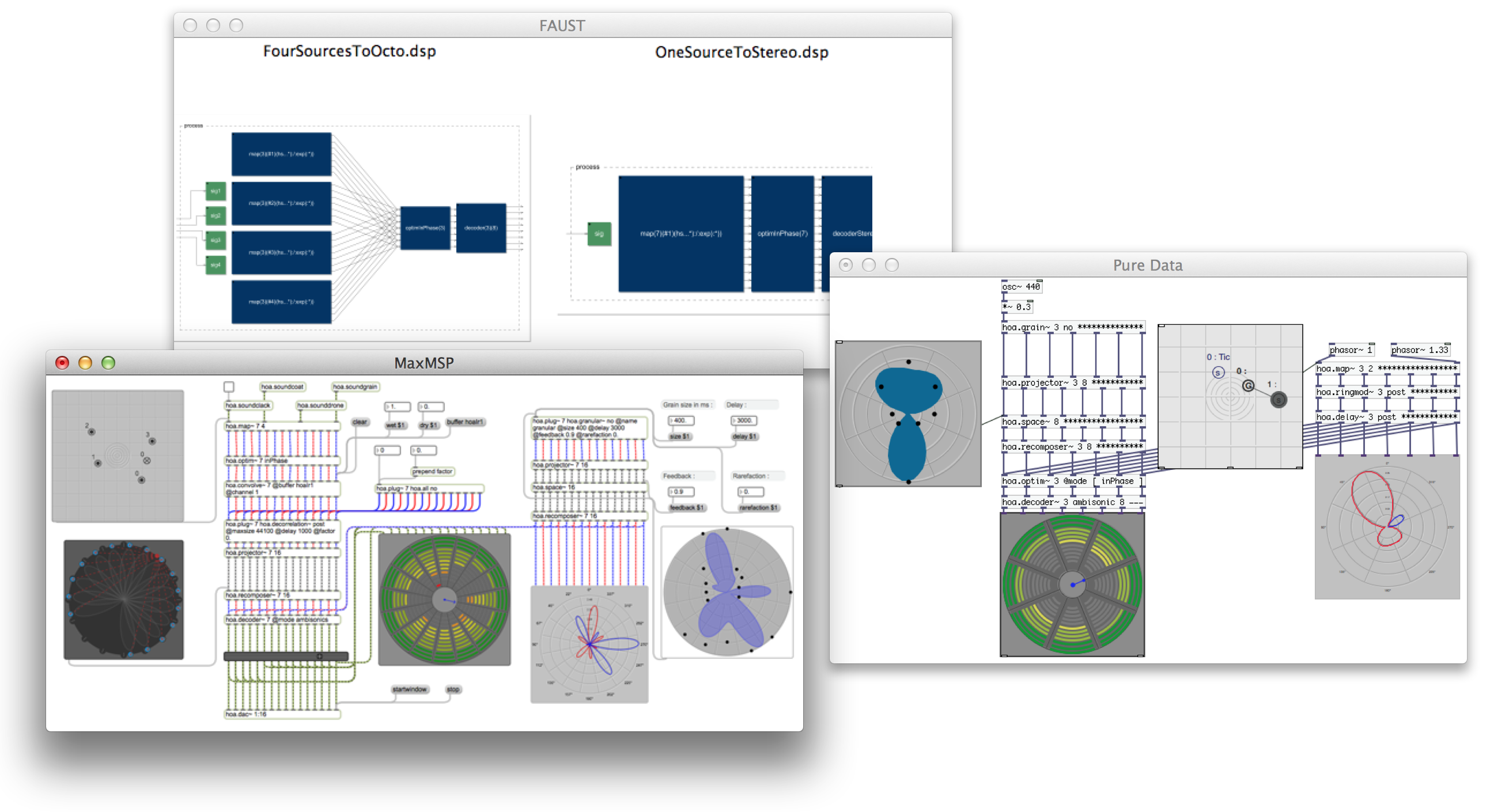
La bibliothèque Hoa pour les environnements logiciels FAUST, Pure Data et MaxMSP